# Dragons Catalans
Los Dragons Catalans son un club profesional francés de rugby league, con sede en la localidad de Perpiñán y que compite en Super League. La sede del club es el Stade Gilbert-Brutus con capacidad para 13 254 personas. Su presidente es, desde su creación, Bernard Guasch y el primer equipo es entrenado por Laurent Frayssinous desde 2013.
Nace en 2005 de la unión en 2000 de dos grandes clubes franceses : XIII catalan y AS Saint-Estève. En 2000, el club se llama Union treiziste catalane antes de tomar el nombre de los Dragons Catalans en 2005 cuando se integra en la Super League en la temporada 2006, sin embargo mantiene un equipo en la liga de Francia bajo el nombre de Union treiziste catalane
Los mejores resultados del club es el subcampeonato de la Super League 2021 y 2023, el título de la Challenge Cup derrotando al Warrington Wolves por 20-14.

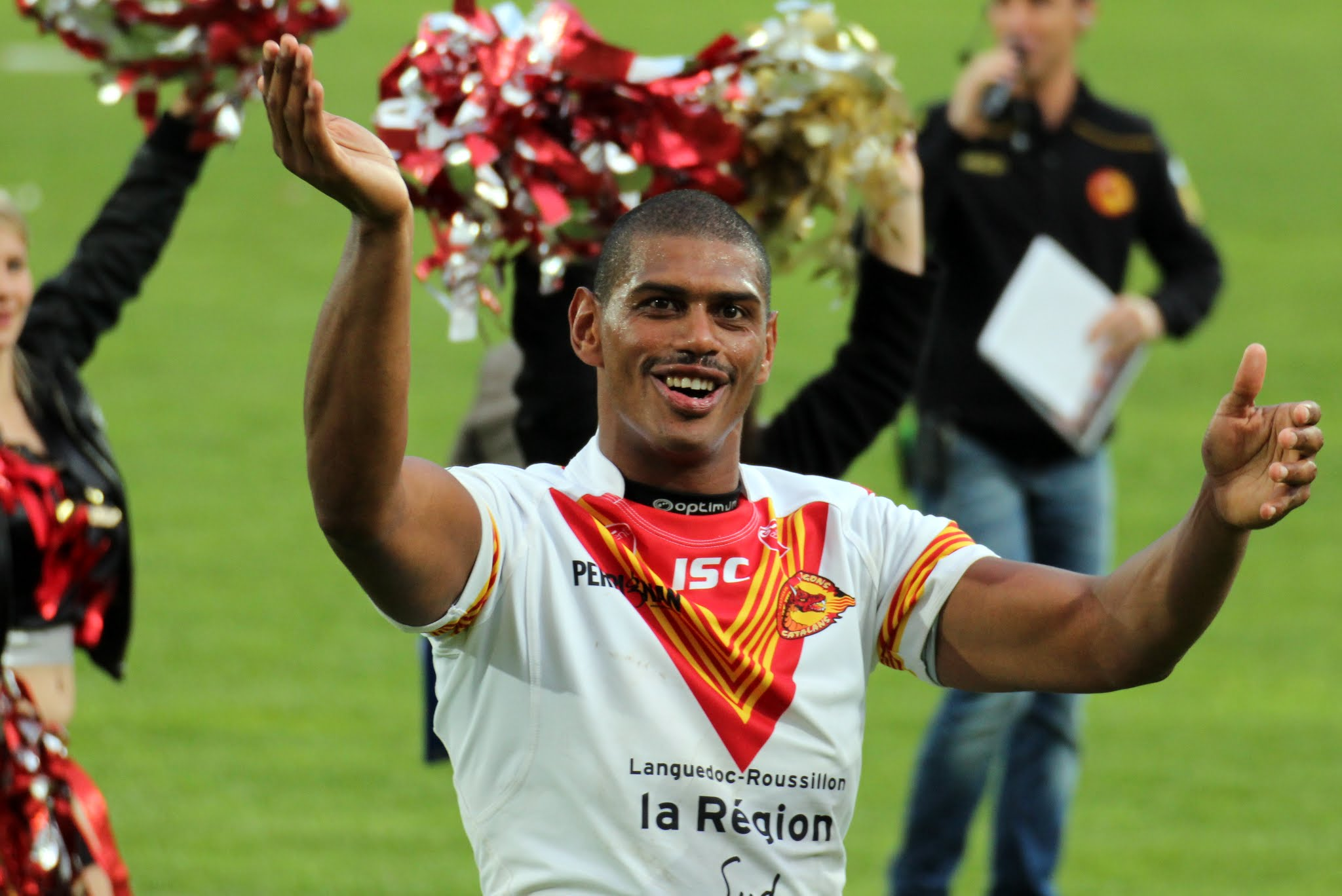
Leon Pryce

## Palmarés
- Challenge Cup (1): 2018
- League Leaders' Shield (1): 2021
- Subcampeón Super League: 2021,  2023